# 西北栒子
西北栒子（学名：Cotoneaster zabelii）是蔷薇科栒子属的植物，为中国的特有植物。分布于中国的青海、陕西、甘肃、宁夏、河北、河南、山东、山西、湖北、湖南等地，生长于海拔800米至2,500米的地区，一般生于沟谷边、山坡阴处、石灰岩山地及灌木丛中，目前已由人工引种栽培。

## 别名
林氏栒子（经济植物手册），杂氏灰栒子（华北经济植物志要），土兰条（河南土名）